# Macbeth (film, 2015)
Macbeth är en brittisk dramafilm från 2015 i regi av Justin Kurzel, med Michael Fassbender och Marion Cotillard i huvudrollerna. Förlaga är William Shakespeares pjäs Macbeth. Filmen hade premiär 23 maj 2015 i huvudtävlan vid 68:e filmfestivalen i Cannes.

## Medverkande
- Michael Fassbender som Macbeth
- Marion Cotillard som Lady Macbeth
- Sean Harris som Macduff
- Elizabeth Debicki som Lady Macduff
- Paddy Considine som Banquo
- Jack Reynor som Malcolm
- David Thewlis som kung Duncan
- David Hayman som Lennox
- Maurice Roëves som Menteith
- Ross Anderson som Rosse
- Hilton McRae som Macdonwald
- Seylan Baxter och Lynn Kennedy som häxorna
- Lochlann Harris som Fleance